# Wilhelm Storck
Wilhelm Storck (Genna, 5 de julho de 1829 - Münster, 16 de julho de 1905) foi um poeta, germanista, linguista e tradutor da Alemanha.

## Biografia
Filho de um professor e organista, a partir de 1850 estudou Germanística em Munique, Bonn e Münster, e Filologia em Berlim, como aluno de Franz Bopp, Moriz Haupt e Karl Mullenhoff. A partir de 1859 foi professor convidado, e de 1868 e diante se tornou catedrático da Universidade de Münster. Ensinou italiano, português, provençal, sânscrito e espanhol, e traduziu as obras completas de Luís de Camões para o alemão. 

## Obras
Entre suas obras se acham:
- Buch der Lieder aus der Minnezeit, 1872
- Luis de Camoens, alle Gedichte erstmalig in deutsch, 1880-1885
- Hundert altportugiesische Lieder, 1885
- Ausgewählte Sonette von Anthero de Quental, 1887
- Vida e obras de Luís de Camões

## Prémios
Recebeu as seguintes honras:
- 1885: Ordem de Santiago
- 1887: Ordem de Cristo
- 1887: Conselheiro Privado